# Паметник на Тодор Влайков
Паметникът на Тодор Влайков се намира в самия център на град Пирдоп и е разположен пред сградата на Народното читалище „Напредък“.
Паметникът изобразява скулптура на писателя в цял ръст, поставена върху каменен постамент, а на него са изписани годините на раждането и смъртта му. Тодор Влайков е облечен по последна мода (алафранга) и се подпира на бастун в дясната ръка, вперил строгия си, вечно търсещ поглед някъде в бъдните времена.
По повод на годишнините от рождението на писателя, с тържествено шествие учители и ученици изминават пътя от началното училище (Начално училище „Тодор Генчев Влайков“), чиито патрон е Влайков до монумента на писателя в центъра на града.
При ежегодно провежданите от 1993 г. „Влайкови дни“, по инициатива и със съдействието на Община Пирдоп са полагани цветя от името на Общината, политическите партии от града, предприятия и много граждани. В рамките на „Влайковите дни“ съвета за култура и Народно читалище „Напредък – 1869“ обявяват наградените културни деятели от Община Пирдоп (Пирдоп и Душанци) удостоени с наградата „Даскал Тодор Пирдопски“.